# Boczniak białożółty

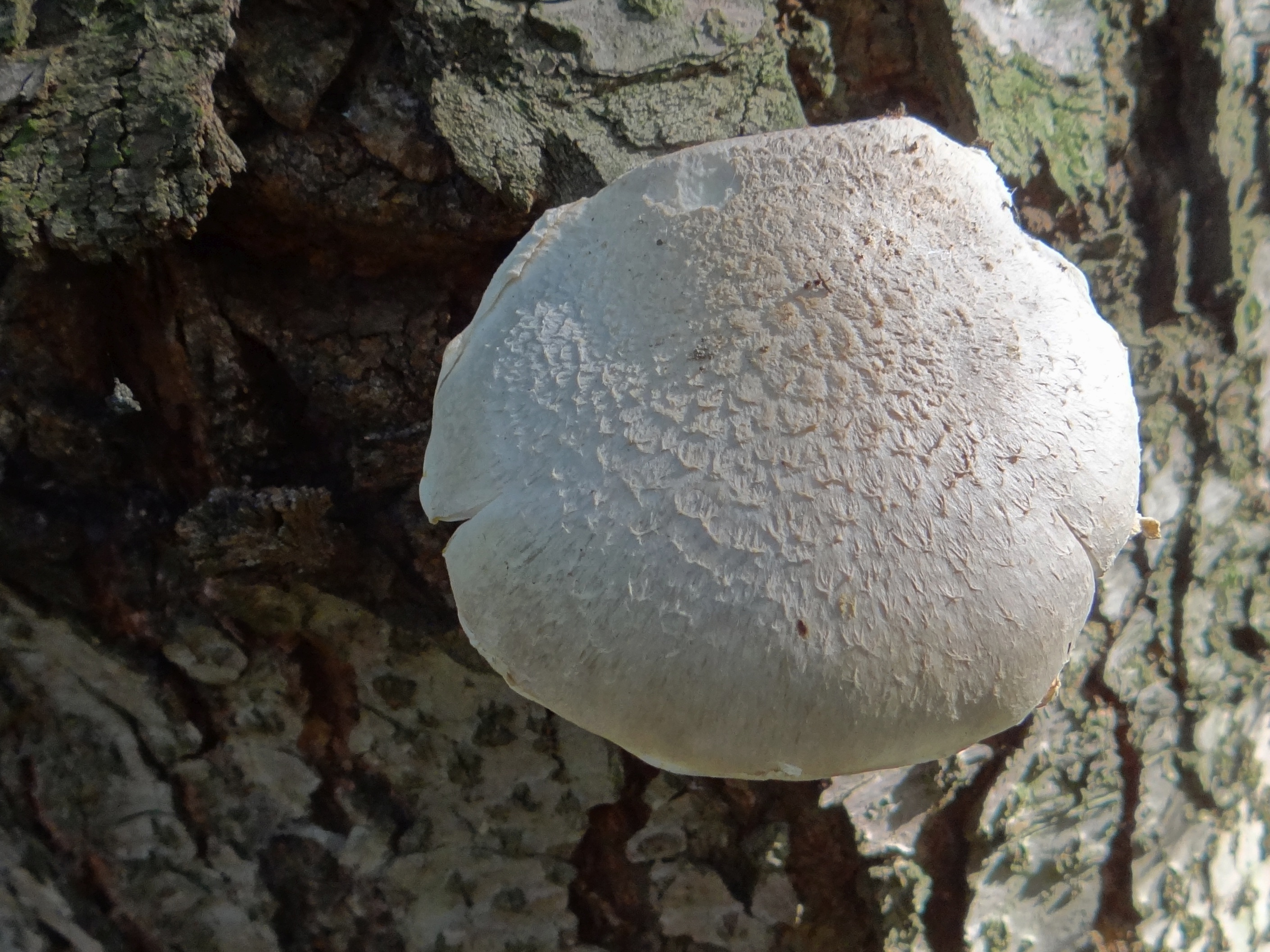

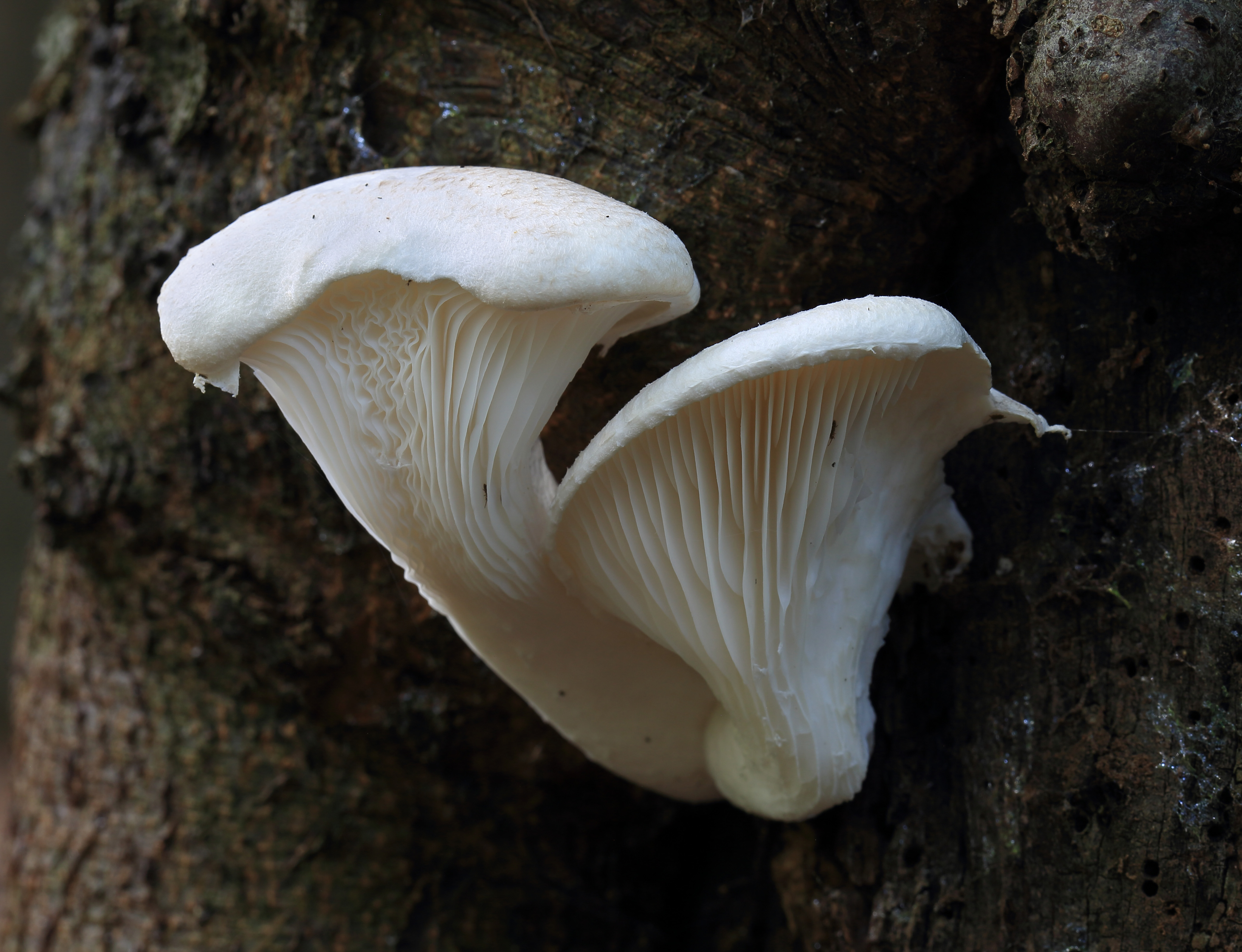

Boczniak białożółty (Pleurotus dryinus (Pers.) P. Kumm.) – gatunek grzybów z rodziny boczniakowatych (Pleurotaceae).

## Systematyka i nazewnictwo
Pozycja w klasyfikacji według Index Fungorum: Pleurotus, Pleurotaceae, Agaricales, Agaricomycetidae, Agaricomycetes, Agaricomycotina, Basidiomycota, Fungi.
Po raz pierwszy takson ten zdiagnozował w 1800 r. Christian Hendrik Persoon nadając mu nazwę Agaricus dryinus. Obecną, uznaną przez Index Fungorum nazwę nadał mu w 1871 r. Paul Kummer, przenosząc go do rodzaju Pleurotus.
Nazwę polską podał Władysław Wojewoda w 1999 r. W polskim piśmiennictwie mykologicznym gatunek ten opisywany był też jako bedłka drewna, boczniak dębowy, boczniak korowaty.
Synonimy:

- Agaricus acerinus Fr. 1838
- Agaricus albertinii Fr. 1821
- Agaricus corticatus Fr. 1815
- Agaricus corticatus W. Saunders & W.G. Sm. 1870
- Agaricus dryinus Pers. 1800
- Agaricus dryinus Pers. 1800, subsp. dryinus
- Agaricus dryinus Pers. 1800, var. dryinus
- Agaricus spongiosus Fr. 1836
- Armillaria corticata (Fr.) P. Karst. 1879
- Armillaria dryina (Pers.) J. Schröt. 1889
- Dendrosarcus acerinus (Fr.) Kuntze 1898
- Dendrosarcus albertinii (Fr.) Kuntze 1898
- Dendrosarcus corticatus (Fr.) Kuntze 1898
- Dendrosarcus spongiosus (Fr.) Kuntze 1898
- Lentinus integer Reichert Engler’s Bot. Jahrb. 1921
- Lentinus underwoodii Peck 1896
- Lentodiopsis dryina (Pers.) Kreisel 1977
- Pleurotus acerinus (Fr.) Gillet 1876
- Pleurotus albertinii Fr. 1821
- Pleurotus corticatus (Fr.) P. Kumm. 1871
- Pleurotus corticatus subsp. tephrotrichus (Fr.) Sacc. 1887
- Pleurotus corticatus var. albertinii (Fr.) Rea 1922
- Pleurotus corticatus var. tephrotrichus (Fr.) Gillet 1876
- Pleurotus spongiosus (Fr.) Sacc. 1887

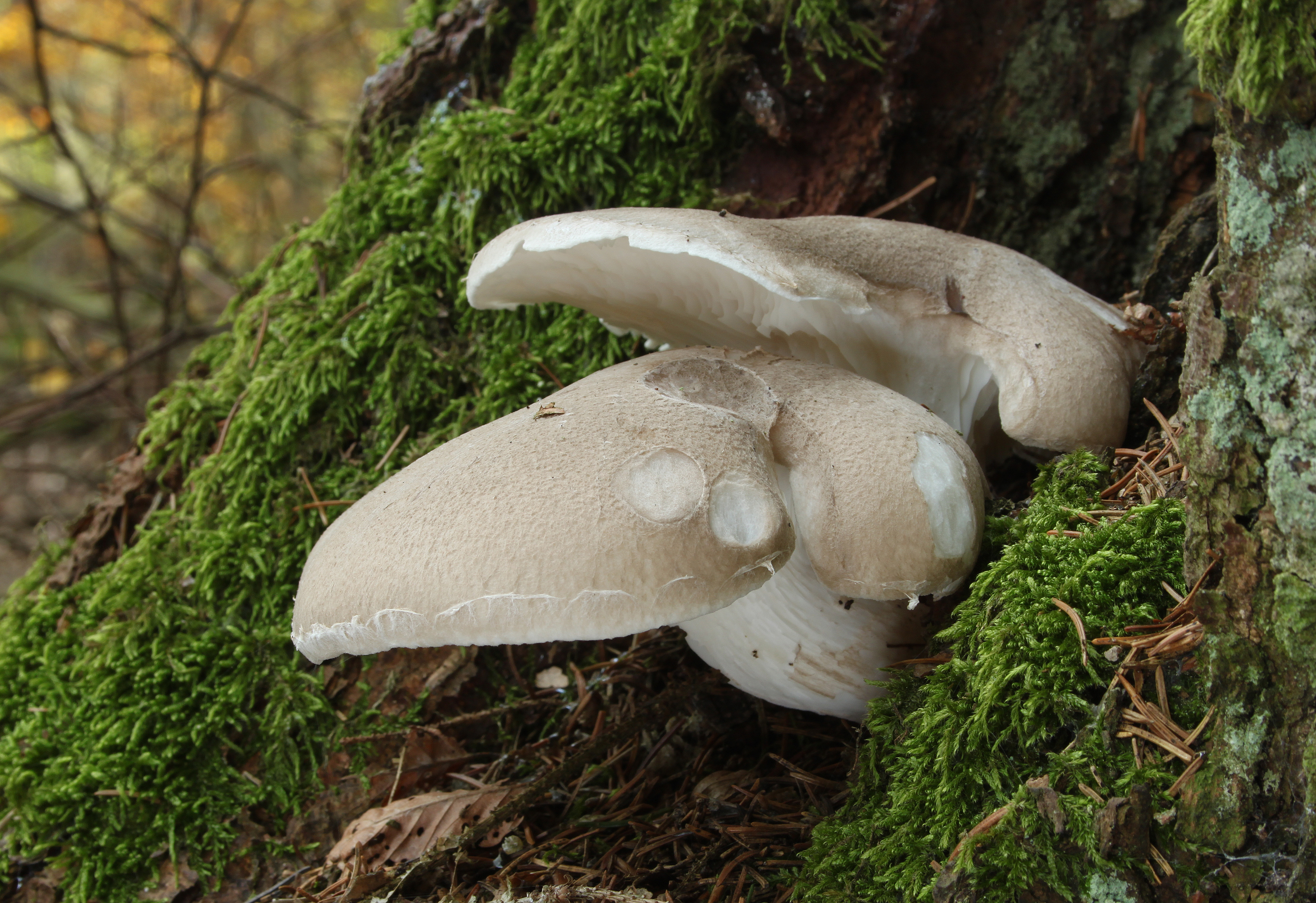

## Morfologia
Kapelusz
U młodych okazów wypukły, szybko jednak rozpostarty. Średnica 6–10 cm, barwy białej lub bladoszarej, filcowato-włóknisty lub łuseczkowaty, z błoniastymi szczątkami osłony na brzegu (zwłaszcza u młodych owocników).
Blaszki
Rzadkie, przy trzonie rozwidlone, zbiegające na trzon. Początkowo są arwy białawe, potem żółknące.
Trzon
Wysokość 1–3 cm, grubość 1 cm, przeważnie umiejscowiony ekscentrycznie względem kapelusza. Jest białawy i aksamitnie filcowaty, początkowo również z błoniastymi szczątkami osłony. Posiada nietrwały pierścień.
Miąższ
Białawy, żółknący, łykowaty.
Wysyp zarodników
Biały. Zarodniki o średnicy 9–13 × 3–4 µm.
Gatunki podobne
- boczniak ostrygowaty (Pleurotus ostreatus), u którego nie występują pozostałości osłony i nie ma żółknącego miąższu. Jadalny.
- boczniak topolowy (Pleurotus calyptratus), który jednak ma gładki kapelusz.

## Występowanie i siedlisko
Występuje w Ameryce Północnej i Środkowej, Europie i Azji. W Polsce dość częsty, w pismiennictwie naukowym opisano liczne jego stanowiska na obszarze całego kraju.
Rośnie w różnego typu lasach, parkach, przy drogach i na samotnych drzewach, zarówno na wsiach, jak i w miastach. Rozwija się zarówno na martwych, jak i żywych drzewach (głównie na uszkodzonych). Zasiedla pniaki i pnie drzew liściastych, rzadziej iglastych (w szczególności jodłę). Jednoroczne owocniki wytwarza od lipca do października. Najczęściej spotykany jest na bukach i dębach.

## Znaczenie
Saprotrof i pasożyt, przez większość zagranicznych autorów uważany jest za grzyb jadalny, jednak niektórzy uznają go za niejadalnego.